# 冷然之天秤
《冷然之天秤》是由Idea Factory旗下少女遊戲品牌Otomate開發的PlayStation Vita平台少女遊戲。2016年4月21日推出第1作《帝都幻惑綺譚》，2017年9月21日推出第2作《黑百合炎陽譚》。改編電視動畫2018年4月8日開始播出，由ZERO-G負責動畫製作。其女性向戀愛冒險遊戲《冷然之天秤：帝都幻惑綺譚》，在2022年1月18日由Game Source Entertainment推出任天堂Switch官方繁體中文版。

## 故事簡介
大正25年，在大地震之後，發展著和洋相互混合的獨特文化的帝都東京。
隨著近代化的發展與印刷出版的書的數量的增加，接連發生了一系列無法解開的事件。
寄宿著作者靈魂和感情，對讀者產生巨大影響的「稀有之物」。
與收集和保護此類書籍的機構——「帝國圖書情報資產管理局」（通稱「鴟鵂」）相關聯的角色們。
他們相遇，相聯繫，命運的天秤開始擺動。

## 登場角色
久世鶇（聲：木村珠莉）
久世家的大小姐。待人處事都十分溫和，對於和異性相處容易感到害羞。
因為弟弟鶲差點葬身火海，收到了刺激的啟發，因而能夠看見「稀有之物」所散發的「靈韵」。
尾崎隼人（聲：梶裕貴）
鶇在鴟鵂的同事。其真實身分為鶇的未婚夫，八代家的少爺八代隼人。
常說出些奇怪的話，說話較不經過大腦。
在平時其實能夠看出，常常在鶇的身邊守護著她。
鴻上滉（聲：岡本信彦）
鴟鵂的一員。為烏鴉的間諜。無表情的面癱，很難看出來，其實是個很容易帶出感情的人。在鴟鵂時話十分稀少，偶爾只有在面對鶇時才會有多一點情緒。
星川翡翠（聲：逢坂良太）
鴟鵂的一員。眼睛是漂亮的翡翠綠及紅色的異色瞳，紅色眼睛是能使用火能力的證明。母親是橫濱的藝妓，因此從小在妓院長大，一次差點遭受侵犯，而開啟了能使用火的能力。
鵜飼昌吾（聲：木村良平）
日本首相的兒子。因被靈韵影響，差點自殺身亡，被救起來後到鴟鵂休養。明顯被寵慣的大少爺，傲嬌的個性令旁人拿他沒轍。
汀紫鶴（聲：鈴村健一）
著名的小說作家。偶爾會跑到街上幫人賣金魚。有點謎樣的人物。因某種原因，借住在鴟鵂。
鷺澤累（聲：櫻井孝宏）
帝都大學的醫學生。為「迦具土」的首領。偶爾會手製一些萬花筒拿出去賣。

## 電視動畫
《冷然之天秤》由ZERO-G製作，2018年4月1日開始於在東京都會電視台播放。

### 主題曲
片頭曲
填詞、作曲、編曲：Camellia，主唱：kradness
片尾曲「Black Thunder」
填詞：RUCCA，作曲、編曲：高橋諒，主唱：下野紘

### 各話列表
| 話數     | 日文標題 | 中文標題                      | 劇本     | 分鏡               | 演出       | 作畫監督                                             |
| -------- | -------- | ----------------------------- | -------- | ------------------ | ---------- | ---------------------------------------------------- |
| 第壹章   |          | 稀有之物的閃光 -靈韻-         | 金春智子 | 高田正弘           | 高田正弘   | 植田羊一                                             |
| 第貳章   |          | 帝國圖書情報資產管理局 -鴟鵂- | 高田正弘 | 高田正弘           | 宇都宮正記 | 北村友幸、橫田和彥                                   |
| 第章     |          | 自稱火焰之神者 -迦具土-       | 高田正弘 | 小寺勝之           | 岩永大慈   | 石橋友紀惠、金城優                                   |
| 第肆章   |          | 小夜啼鳥的舞會 -夜鶯-         | 金春智子 | 植田羊一           | 殿水敦子   | 細山正樹、高田三郎 服部憲知、劉雲留 興石曉、越智博之 |
| 第伍章   |          | 紅月之夜 -紫丁香-             | 橫谷昌宏 | 大森英敏           | 駒谷健一郎 | 河西睦月、横田和彦 藤田正幸、安田好孝                |
| 第陸章   |          | 母親的面影 -翠鳥-             | 金春智子 | 高橋順、岩永大慈   | 岩永大慈   | 柳瀨讓二、藤田正幸 森悅史、石橋友紀惠 吉田和香子     |
| 第柒章   |          | 雨中電影院 -眼淚-             | 中條元史 | 沖田宮奈           | 宇都宮正記 | 桑原壽彌、北村友幸                                   |
| 第捌章   |          | 戀火之彩 -悲劇-               | 横谷昌宏 | 倉川英揚           | 村田尚樹   | 中山和子、松本弘 仁井宏隆、中熊太一                  |
| 第玖章   |          | 兇鳥亂舞 -烏鴉-               | 金春智子 | 米林拓             | 佐佐木純人 | 海老澤舞子、柏淳志 室山祥子                          |
| 第拾章   |          | 白壁鳥籠 -陰影-               | 横谷昌宏 | 佐山聖子           | 川西泰二   | 大庭小枝、小野陽子 金正男                            |
| 第拾壹章 |          | 父與母與子 -羈絆-             | 金春智子 | 吉田英俊、植田羊一 | 岩永大慈   | 横田和彦、藤田正幸 安田好孝                          |
| 第拾貳章 |          | 帝都幻惑綺譚 -Nil Admirari-   | 金春智子 | 高田正弘、植田羊一 | 高田正弘   | 北村友幸、安田好孝 桑原壽彌                          |

### 藍光與DVD
| 卷數 | 發售日期      | 收錄話數       | 規格編號  | 規格編號  |
| 卷數 | 發售日期      | 收錄話數       | 藍光      | DVD       |
| ---- | ------------- | -------------- | --------- | --------- |
| 壹   | 2018年6月29日 | 第1話－第3話   | DMPXA-015 | DMPBA-029 |
| 貳   | 2018年7月27日 | 第4話－第6話   | DMPXA-016 | DMPBA-030 |
|      | 2018年8月31日 | 第7話－第9話   | DMPXA-017 | DMPBA-031 |
| 肆   | 2018年9月28日 | 第10話－第12話 | DMPXA-018 | DMPBA-032 |

## 外部連結
- 冷然之天秤 帝都幻惑綺譚 官方網站（页面存档备份，存于）（日語）
- 冷然之天秤 黑百合炎陽譚譚 官方網站（页面存档备份，存于）（日語）
- 【官方】冷然之天秤的X（前Twitter）（日語）
- 電視動畫「冷然之天秤」官方網站（页面存档备份，存于）（日語）
- 電視動畫「冷然之天秤」官方的X（前Twitter）（日語）